# 花园石桥路
花园石桥路是中華人民共和國上海市浦東新區一條東西走向道路，西起富城路，東至東泰路，全長356米。此路原址為一條名為花园石桥港的河流，后來該河流淤塞。1935年，當局修建浦东水厂时，为埋设地下管道而將花园石桥港填埋並修建道路。1964年，道路改建為瀝青路面。